# Потенца (футбольний клуб)
Потенца (італ. Potenza Calcio) — італійський футбольний клуб з однойменного міста.

## Відомі футболісти
- Альдо Агроппі
- Роберто Бонінсенья
- Франческо Колоннезе
- Паскале Маріно
- Сандро Гранде
- Джиммі Таманді

## Суперництво
Традиційним суперником «Потенци» є клуб «Матера».